# Hornok László (mikrobiológus)
Hornok László (Újpest, 1947. augusztus 13. –) Széchenyi-díjas magyar agrármérnök, mikrobiológus, növénypatológus, egyetemi tanár, a Magyar Tudományos Akadémia rendes tagja. Kutatási területe növénykórokozó mikroszkopikus gombák ellenállóságának genetikai és biokémiai háttere. 1986–1987-ben az MTA Növényvédelmi Kutatóintézet igazgatóhelyettese. 2004 és 2013 között a Szent István Egyetem tudományos rektorhelyettese.

## Életpályája
Újpesten, városias környezetben született és nevelkedett, de nagyszüleinél, vidéken töltött nyarai az agrárpályára vonzották. 1966-ban vették fel a Gödöllői Agrártudományi Egyetemre, ahol 1970-ben szerzett kitüntetéses agrármérnöki diplomát. Már harmadéves hallgatóként Klement Zoltán növénypatológus, fitobakteriológus mellett dolgozott az MTA Növényvédelmi Kutatóintézetben. Diplomamunkáját növénykórtani témában, a paradicsomot fertőző baktériumokról írta. Diplomájának megszerzése után az MTA Növényvédelmi Kutatóintézetében kezdett el dolgozni, ahol később főmunkatársi, majd tudományos tanácsadói beosztásba került. 1986-ban az intézet tudományos igazgatóhelyettese lett. 1990-ben átkerült a gödöllői Mezőgazdasági Biotechnológiai Kutatóközpontba, ahol az intézet alapítója, Balázs Ervin mellett dolgozott, intézetvezető-helyettesi beosztásban. 1994-től tudományos tanácsadó. 1994-ben a Gödöllői Agrártudományi Egyetem (2000-től Szent István Egyetem) mikrobiológiai tanszékére, ahol egyetemi docensi beosztásba került. 1995-ben habilitált, majd megkapta egyetemi tanári kinevezését. 1994 és 2007 között a mikrobiológiai tanszék vezetője volt, 2004-ben az egyetem tudományos rektorhelyettesévé választották. Tisztségét 2013-ig viselte. 1998 és 2001 között Széchenyi professzori ösztöndíjas volt. Egyetemi és kutatóintézeti állásai mellett 1986 és 1989 között A környezetkímélő növényvédelem biológiai alapjai című tárcaközi kutatási program titkára volt.
1980-ban védte meg a biológiai tudományok kandidátusi, 1994-ben a mezőgazdasági tudományok akadémiai doktori értekezését. Az MTA Mezőgazdasági Biotechnológiai Bizottságának, az Általános Mikrobiológiai Bizottságnak, illetve a Növényvédelmi Bizottságnak lett tagja (utóbbinak 1996 és 2002 között titkára). 2001-ben megválasztották a Magyar Tudományos Akadémia levelező, 2007-ben pedig rendes tagjává. 2001 és 2006 között a Könyv- és Folyóirat-kiadó Bizottság tagja volt. Emellett bekerült az Akadémia Felügyelőbizottságába, illetve az Országos Doktori és Habilitációs Tanács alelnökévé választották. Akadémiai és habilitációs tisztségein túl a Magyar Agrártudományi Egyesület és a Magyar Mikrobiológiai Társaság tagja, utóbbinak 2008-tól alelnöke. Ezenkívül a Professzorok Batthyány Köre tagja. Az Acta Phytopathologica et Entomologica Hungarica (1994-től) és az Applied and Environmental Microbiology (2000–2006) című tudományos folyóiratok, valamint a Növényvédelem című szaklap (1995–2001) szerkesztőbizottságának tagja volt.

## Munkássága
Fő kutatási területe növénykórokozó mikroszkopikus gombák ellenállóságának genetikai és biokémiai háttere.
Az MTA Növényvédelmi Kutatóintézetében növénykórokozó gombák klasszikus, illetve biokémiai módszereken alapuló rendszerezésével foglalkozott. Kísérleteket folytatott továbbá az új kórokozó biotípusok és fungicid-ellenálló változatok keletkezéséért felelős genetikai folyamatok tisztázására. A Mezőgazdasági Biotechnológiai Kutatóközpontban létrehozta a mikológiai kutatócsoportot, ahol a mikotoxin-termelő penészgombákkal foglalkozott. Emellett környezetvédelmi és talajmikrobiológiai szempontból fontosak antagonista (kórokozók ellen védő) és szaprofiton (korhadéklakó) mikrobákkal kapcsolatos kutatásai. Ezeket a mikroorganizmusokat speciális enzimrendszereiken alapuló nagy lebontó kapacitásuk teszi alkalmassá kommunális és mezőgazdasági hulladékok újrahasznosítására, káros mikroorganizmusok elpusztítására, valamint xenobiotikus (testidegen, lebonthatatlan) anyagok közömbösítésére.
Több mint száztíz tudományos publikáció szerzője vagy társszerzője, ebből két könyv, illetve tíz könyvfejezet. Munkáit elsősorban magyar és angol nyelven adja közre.

## Díjai, elismerései
- Manninger Rezső-emlékérem (1997)
- Akadémiai Díj (1998)
- Linhart György-emlékérem (2000)
- Doby Géza-díj (2002)
- Ipolyi Arnold tudományfejlesztési díj (2006, OTKA)
- A Magyar Érdemrend tisztikeresztje (2015)
- Széchenyi-díj (2018)

## Főbb publikációi
Könyvek, könyvfejezetek
- Kórokozók és a fertőzött növény (társszerk., 1985)
- Korszerű biokémiai módszerek a gombák rendszerezésében (1985)
- Bevezetés a mikrobiológiába (1995)
- Kölcsönhatás növények és kórokozó gombák között (1999)
- Általános mikrobiológia (társszerk., 2001)
- A gombák genetikája (társszerző, 2003)
- Mezőgazdasági biotechnológia (társszerk., 2005)

Közlemények
- Comparison of Fusarium-acuminatum and Fusarium-culmorum Isolates by Means of Tandem-crossed Immunoelectrophoresis (1979)
- Serotaxonomy of Fusarium Species of the Sections Gibbosum and Discolor (1980)
- Biochemical Background of Resistance to Benomyl in Genetically Different Strains of Fusarium (társszerző, 1984)
- The High-level of Benomyl Tolerance in Fusarium-oxysporum is Determined by the Synergistic Interaction of 2 Genes (társszerző, 1985)
- Parasexual Recombination between Vegetatively Incompatible Strains in Fusarium oxysporum (társszerző, 1990)
- Electrophoretic Karyotypes and Gene Mapping in Fusarium (1993)
- High-frequency Occurrence of Virus-like Particles with Double-stranded RNA Genome in Fusarium-poae (utolsó szerző, 1995)
- Genetic Interrelationships and Genome Organization of Double-Stranded RNA Elements of Fusarium (társszerző, 1998)
- Molecular Standardization of Mating Type Terminology in the Gibberella fujikuroi Species Complex (társszerző, 1999)
- Isolation, Identification, and Activity of Mycoherbicidal Pathogens from Juvenile Broomrape Plants (társszerző, 2001)
- Tagging Target Genes of the MAT1-2-1 Transcription Factor in Fusarium verticillioides (Gibberella fujikuroi MP-A) (társszerző, 2007)